# Фултон, Стивен
Стивен Фултон (англ. Stephen Fulton; род. 17 июля 1994; Филадельфия, Пенсильвания, США) — американский боксёр-профессионал, выступающий во второй легчайшей и полулегкой весовых категориях. Действующий чемпион мира по версии WBC в полулегком весе (2025—н.в.). Бывший чемпион мира по версиям WBO (2021—2023), WBC (2021—2023), IBO (2019—2020).

## Биография
Стивен Фултон вырос в криминальном районе города Филадельфия в многодетной семье. У Фултона трое родных сестёр. Он увлёкся боксом в возрасте 12 лет, и провёл свой первый бой в 13 лет, после того как его отец вышел из тюрьмы, и привёл его в боксёрский зал Бернарда Хопкинса. Тренером Стивена Фултона стал Хамза Мухаммад.

### Любительская карьера
Стивен Фултон в период с 2012 по 2014 четырежды принимал участие в национальном турнире Golden Glovers (Золотые перчатки), а в 2013 стал обладателем золотой медали данного престижного турнира, одолев в финале соотечественника Кристьяна Уильямса. На любительском ринге Фултон провёл 90 поединков, 75 из которых выиграл.
Принял участие в 4-м сезоне полупрофессиональной лиги World Series of Boxing, выступая за команду USA Knockouts провёл 3 поединка, в двух из которых выиграл, а в одном проиграл.

### Профессиональная карьера

#### Ранняя карьера
Стивен Фултон дебютировал на профессиональном ринге 4 октября 2014 года, нокаутом над джорнименом Айзеком Беджером (0-2) во второй легчайшей весовой категории (до 55,3 кг). Фултон сразу попал в команду влиятельного американского промоутера Эла Хеймона, и подписал контракт с его компанией Premier Boxing Champions. Фултон в течение менее одного года провёл 6 поединков с низкоуровневыми боксёрами, а затем последовали бои с такими же подающими надежды небитыми проспектами и прочими крепкими боксёрами. Так, с 2015 по 2018 год Стивен Фултон победил Сэма Родригеса (3-0), Джошуа Грира-младшего (3-0-1), Адальберто Делроса (6-0), Луиса Сауля Росарио (8-0-1), Адама Лопеса (8-0) и Хесуса Антонио Ахумаду (17-1).

#### Завоевание титула IBO
11 мая 2019 года Стивен Фултон (15-0) вышел на ринг с самым именитым соперником в своей карьере на тот момент, бывшим чемпионом мира, намибийцем Паулусом Амбундой (27-2). Фултон доминировал на протяжении всего боя, а в восьмом раунде отправил 38-ленего ветерана в нокдаун. Фултон всё же не смог нанести первое досрочное поражение намибийскому экс-чемпиону мира, но это не помешало ему завоевать вакантный титул чемпиона мира по второстепенной версии IBO, победив соперника со счётом 120:107 на карточках всех трёх судей.
24 августа 2019 года 25-летний Фултон (16-0) провёл бой в промежуточном весе (до 124 фунтов) с не имеющим поражений молодым 21-летним мексиканцем Айзеком Авеларом (16-0). Фултон нокаутировал Авелара ударом в корпус в 6-м раунде десятираундового поединка, продолжив свою победную серию.

#### Бой с Арнольдом Хегаем
25 января 2020 года состоялся бой Стивена Фултона с не имеющим поражений украинским боксёром Арнольдом Хегаем (16-0-1). На кону данного противостояния стоял статус обязательного претендента на чемпионский титул по версии WBO во втором легчайшем весе, а также второстепенный титул WBO Inter-Continental.
С первых раундов соперники взяли высокий темп боя, оба старались с дальней дистанции пробить защиту друг друга. Хегай занял центр ринга, пытался не сбавлять обороты, в то время как Фултон действовал довольно пассивно, и в четвёртом раунде американец пропустил несколько ощутимых и точных ударов от украинского боксёра. С пятого раунда Фултон начал весть бой активнее, и вследствие его попаданий у украинского боксёра образовалась гематома под левым глазом. Последующие раунды также прошли под диктовку Стивена Фултона. В результате поединок продлился все запланированные двенадцать раундов. Фултон победил со счётом 116:112, 117:111 и 117:111, став обязательным претендентом на чемпионский титул во втором легчайшем весе.

#### Чемпионский бой с Анджело Лео
Первоначально поединок между Лео и Фултоном должен был состояться 1 августа 2020 года, но Фултон сдал тест, который подтвердил у него COVID-19. После этого, Стивен был вынужден сняться с боя.
23 января 2021 года прошёл долгожданный чемпионский поединок Анджело Лео (20-0) с обязательным претендентом Стивенм Фултоном (18-0). Стивен Фултон, будучи претендентом на титул, подошёл к этому поединку в статусе фаворита. Поединок двух непобеждённых бойцов получился довольно зрелищным, но односторонним. Действующий чемпион WBO Лео проигрывал в скорости и мощи своему оппоненту, который владел инициативой почти все 12 раундов. Бой продлился всю дистанцию и по итогу судьи насчитали 118—110, 119—109 и 119—109 в пользу Фултона, который стал новым чемпионом мира по версии WBO во второй легчайшей весовой категории (с лимитом до 55,3 кг).

#### Первый объединительный бой с Брэндоном Фигероа
27 ноября 2021 года Стивен Фултон встретился с 24-летним американцем Брэндоном Фигероа (22-0-1), обладателем чемпионского пояса по версии WBC. Фигероа выбрасывал больше ударов, и работал первым номером. Поединок, преимущественно проходил на дальней и ближних дистанциях. Фултон был более точен в попаданиях, но суммарное количество выброшенных и точных ударов было на стороне Брэндона Фигероа. Поединок дошёл до судейского решения, в котором спорную и неубедительную победу одержал Стивен Фултон. Фигероа с решением не согласился.

#### Чемпионский бой с Наоей Иноуэ
25 июля 2023 года в Токио на арене Ariake Arena в главном событии вечера Наоя Иноуэ отобрал титулы чемпиона мира по версиям WBC и WBO в новом для себя втором легчайшем весе (до 55,3 кг) у Наоя Иноуэ. Наоя покорил четвёртый весовой дивизион.
Иноуэ превосходил соперника в скорости и доминировал на ринге, выигрывая все раунды. Фултон долгое время демонстрировал характер и выдерживал все удары противника. Но в начале восьмого раунда американец оказался в нокдауне, а в середине судья остановил поединок после атакующего штурма японца, когда Фултон под градом ударов опустился на пол в углу ринга. Иноуэ стал вторым японским боксёром, ставшим чемпионом мира в четвертой весовой категории. После боя Иноуэ похвалил своего соперника за отличную защиту, отметив, что ранее у него не было таких умелых соперников и ему не приходилось так много работать тактически, поэтому бой с Фултоном стал для него хорошим опытом.

## Таблица профессиональных выступлений
В таблице перечислены результаты всех поединков боксёров.
В каждой строке указан результат поединка. Дополнительно номер поединка обозначен цветом, который обозначает итог поединка. Расшифровка обозначений и цветов представлена в нижеследующей таблице.
| Пример | Расшифровка                     |
| ------ | ------------------------------- |
|        | Победа                          |
|        | Ничья                           |
|        | Поражение                       |
|        | Планируемый поединок            |
|        | Поединок признан несостоявшимся |
| КО     | Нокаут                          |
| ТКО    | Технический нокаут              |
| PTS    | Решение судей (по очкам)        |
| UD     | Единогласное решение судей      |
| MD     | Решение большинства судей       |
| SD     | Раздельное решение судей        |
| RTD    | Отказ от продолжения боя        |
| DQ     | Дисквалификация                 |
| NC     | Поединок признан несостоявшимся |

| 24 |      | 1 февраля 2025   | Брэндон Фигероа (2) (25-1-1) | T-Mobile Arena, Лас-Вегас, США                           | (12)             | Бой за титул чемпиона мира по версии WBC (2-я защита Фигероа) в полулёгком весе.                                                                    |
| 23 | 22-1 | 14 сентября 2024 | Карлос Кастро (30-2)         | T-Mobile Arena, Лас-Вегас, США                           | SD 10            | Фултон в нокдауне в 5-м раунде. Счёт судей: 94-95, 96-93, 95-94.                                                                                    |
| 22 | 21-1 | 25 июля 2023     | Наоя Иноуэ (24-0)            | Ариакэ Арена, Токио, Япония                              | TKO 8 (12), 1:14 | Бой за титулы чемпиона мира по версиям WBC (2-я защита Фултона) и WBO (3-я защита Фултона) во втором легчайшем весе.                                |
| 21 | 21-0 | 4 июня 2022      | Даниэль Роман (29-3-1)       | Minneapolis Armory, Миннеаполис, Миннесота, США          | UD 12            | Бой за титулы чемпиона мира по версиям WBC (1-я защита Фултона) и WBO (2-я защита Фултона) во втором легчайшем весе.                                |
| 20 | 20-0 | 27 ноября 2021   | Брэндон Фигероа (22-0-1)     | Парк Театр, Лас-Вегас, Невада, США                       | MD 12            | Счёт: 116:112, 116:112, 114:114. Бой за титул чемпиона мира по версиям WBC (1-я защита Фигероа), WBO (1-я защита Фултона) во втором легчайшем весе. |
| 19 | 19-0 | 23 января 2021   | Анджело Лео (20-0)           | Мохеган-Сан, Анкасвилл, Коннектикут, США                 | UD 12            | Счёт судей: 119:109, 119:109, 118:110. Завоевал титул чемпиона мира по версии WBO (1-я защита Лео) во втором легчайшем весе.                        |
| 18 | 18-0 | 25 января 2020   | Арнольд Хегай (16-0-1)       | Барклайс-центр, Бруклин, Нью-Йорк, США                   | UD 12            | Счёт судей: 117:111, 116:112, 117:111. Завоевал интерконтинентальный титул чемпиона по версии WBO во втором легчайшем весе.                         |
| 17 | 17-0 | 24 августа 2019  | Айзек Авелар (16-0)          | Берт Огден-арена Эдинберг (Техас), США                   | KO 6 (10), 1:26  | Поединок в промежуточном весе 124 фунта. |
| 16 | 16-0 | 11 мая 2019      | Паулус Амбунда (27-2)        | Иглбанк-арена Университет Джорджа Мейсона, Виргиния, США | UD 12            | Счёт судей: 120—107, 120—107, 120—107. Завоевал титул чемпиона мира по версии IBO (1-я защита Амбунды) во втором легчайшем весе.                    |
| 15 | 15-0 | 26 января 2019   | Марлон Олеа (14-3)           | Барклайс-центр, Бруклин, Нью-Йорк, США                   | TKO 5 (8), 1:41  | |

## Особенности стиля
Стивен Фултон преимущественно пользуется своими габаритами, и чаще работает на дальней дистанции, используя свой острый и точный джеб. Также Фултон не пренебрегает и работой в инфайте (на самой ближней дистанции), реже боксирует на средней. Фултон выбрасывает много ударов за поединок, и работает в не зрелищной манере, при этом работает на отходах, и чаще работает вторым номером.